# The Family of Man

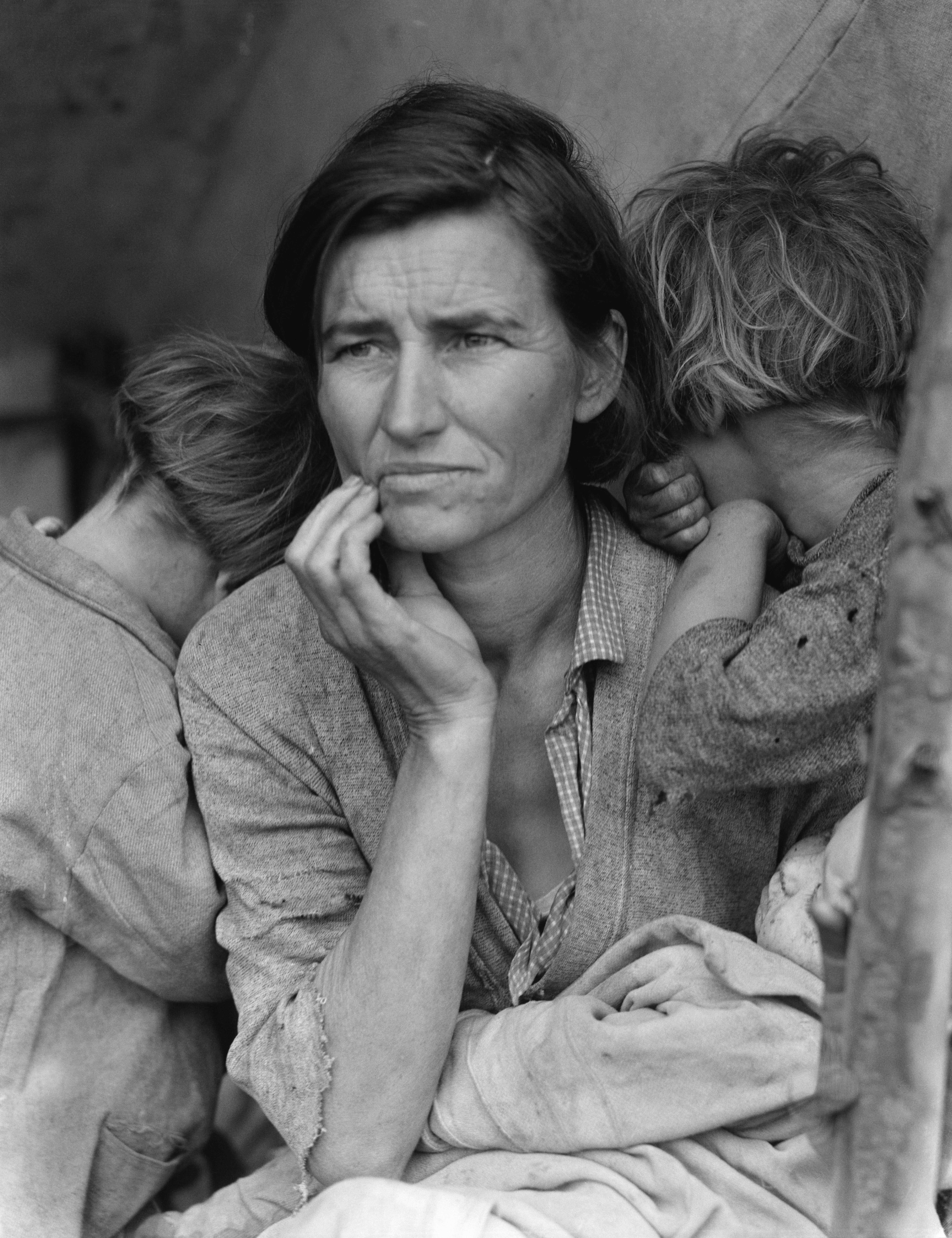
Dorothea Lange: Migrant Mother (Wanderarbeiterin Florence Owens Thompson), Kalifornien 1936

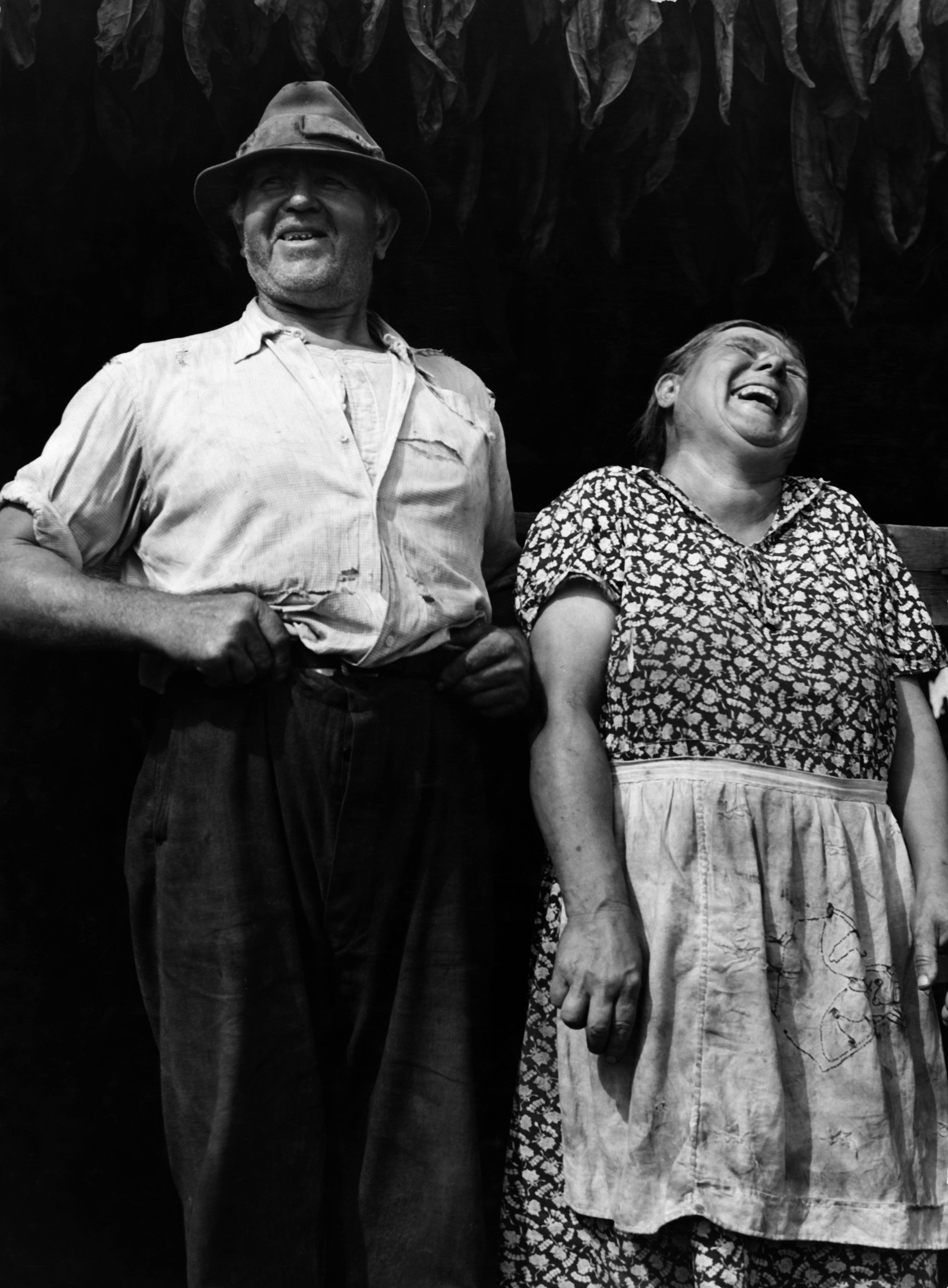
Jack Delano: Polnische Tabakbauern bei Windsor Locks, Connecticut (1940)

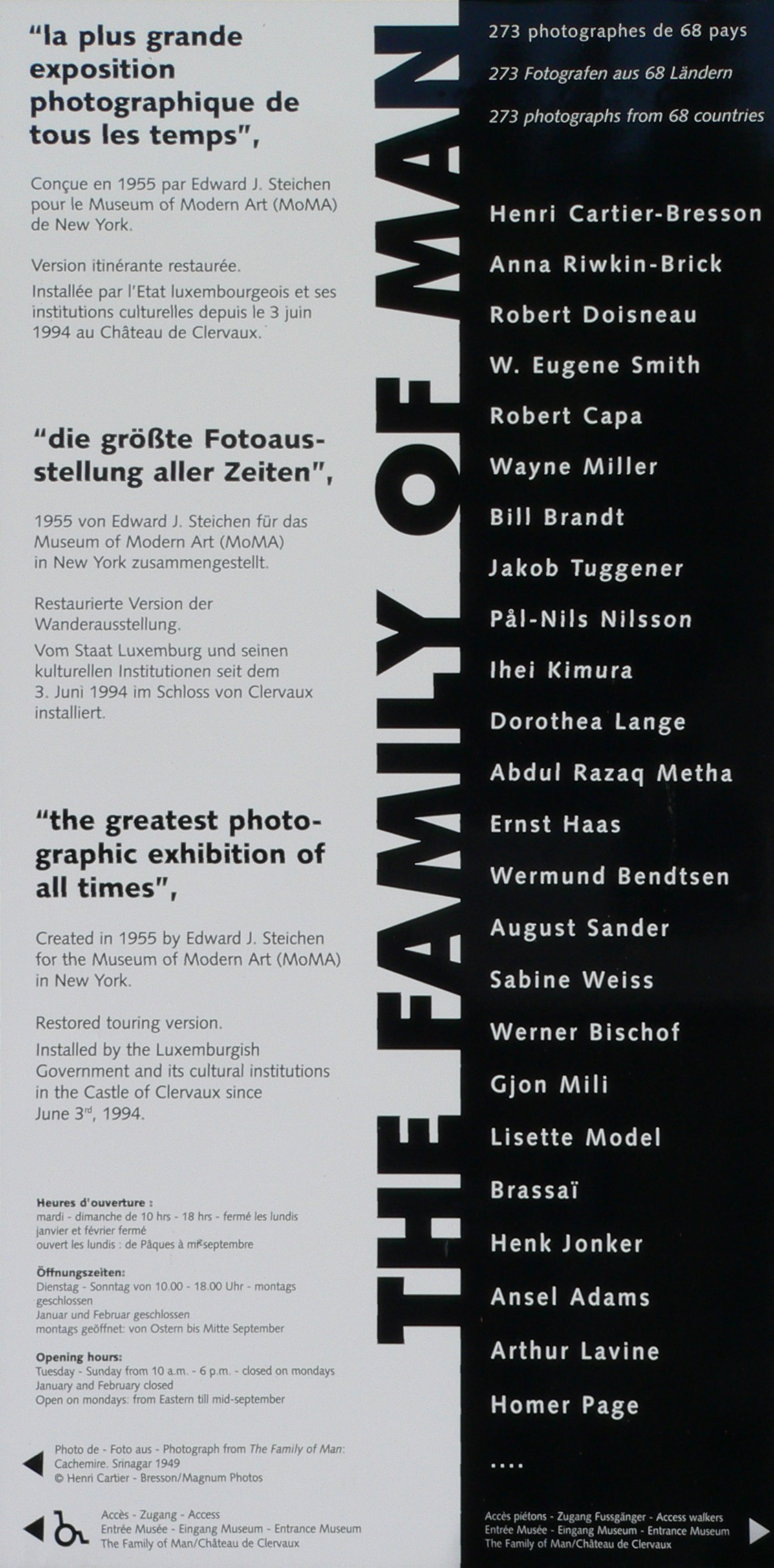
Schild in Clervaux mit einer Auswahl von Fotografen

The Family of Man ist eine Foto/Textinstallation, die ab 1951 von Edward Steichen für das New Yorker Museum of Modern Art (MoMA) konzipiert wurde, wo sie ab 24. Januar 1955 zu sehen war. Aus über zwei Millionen Fotografien wählten Steichen und seine Mitarbeiter Wayne und Joane Miller zunächst zehntausend Aufnahmen aus, seine Mitarbeiterin, die Bürgerrechtsaktivistin Dorothy Norman, trug aus der Weltliteratur wie auch aus zeitgenössischen Dokumenten begleitende Textzitate bei. Schließlich gelangten 503 Aufnahmen von 273 Fotografen aus 68 Ländern in die Ausstellung. Die Ausstellung wurde weltweit von mehr als zehn Millionen Menschen besucht und zählt seit 2003 zum Weltdokumentenerbe.
Seit 1994 ist The Family of Man im luxemburgischen Schloss Clervaux (das Heimatland von Edward Steichen, wo er 1879 in Bivange geboren wurde) als Dauerausstellung installiert.

## Die Grundidee
The Family of Man zeigt ein umfassendes Porträt der Menschheit in 32 Themen, darunter z. B. Liebe, Glaube, Arbeit, Geburt, Familie, Kinder, Krieg und Frieden. Nach den Erfahrungen des Weltkrieges sollte sie helfen, das Verständnis zwischen den Menschen zu fördern. Sie sollte auch aufzeigen, was alles im Falle eines drohenden nuklearen Kriegs vernichtet werden könnte. Am Ende der Ausstellung war ein großes Foto einer Atombombenexplosion zu sehen. Daneben war eine Warnung des Philosophen und Pazifisten Bertrand Russell vor der Zerstörungskraft der Wasserstoffbombe zu lesen, die später auch Eingang in das Russell-Einstein-Manifest (1955) finden sollte. Die Fotografie sollte als universelle Sprache dienen, die alle Menschen verstehen. Die Ausstellung sollte zeigen, dass alle Menschen gleich sind und dass jeder Mensch gleich welcher Klasse, gleich welcher Rasse, gleich welcher Kultur, gleich welcher Religion, gleich welchen Alters oder gleich welchen Geschlechts Würde besitzt und alle Menschen eine gemeinsame Natur haben. Die Kraft der Liebe und Mitmenschlichkeit sollte Hass, Gewalt und Zerstörung überwinden. Manche der Fotos stammten von unbekannten Amateuren; die meisten ausgestellten Werke waren Aufnahmen von professionellen Fotografen und herausragenden Bildkünstlern wie Mathew B. Brady, Dorothea Lange, Consuelo Kanaga, Robert Frank, Henri Cartier-Bresson, August Sander oder Alfred Eisenstaedt. Steichens Installation zeigte für die damalige Zeit eine ungewöhnlich große Zahl an Werken von Fotografinnen (u. a. Margaret Bourke-White, Lee Miller, Lisette Model, Gita Lenz, Alma Lavenson oder Diane Arbus) wie auch Fotografien von damals relativ wenig bekannten afroamerikanischen Künstlern (u. a. Roy DeCarava, Gordon Parks).

## Die Ausstellung
Nach dem enormen Erfolg der Ausstellung im MoMA gingen die Bilder in mehreren Wanderversionen auf Welttournee, zuerst nach Tokio, Berlin, Paris, Amsterdam, München, London und später sogar – während des Kalten Krieges – nach Moskau und in viele weitere Städte. Die Ausstellung wurde von Künstlerkolleginnen und -kollegen, der Fachwelt und der Presse gefeiert. Steichen erhielt zudem mehrere Auszeichnungen. Voll des Lobes für die Ausstellung waren der deutsche Fotograf August Sander wie auch der Schriftsteller Wolfgang Koeppen. Der deutsche Maler Gerhard Richter, der die Ausstellung 1955 in Berlin sah, zeigte sich von der Innovationskraft der Installation überwältigt. Vereinzelt gab es auch Kritik, manche Künstler wie Saul Leiter hatten die Einladung zur Ausstellung unbeachtet gelassen. Über neun Millionen Besucher in 38 Ländern auf vier Kontinenten (Amerika, Europa, Asien und Afrika) hatten die Ausstellung bis 1964 gesehen. 1966 erhielt das Großherzogtum Luxemburg die letzte noch bestehende Wanderversion der Ausstellung von den Vereinigten Staaten als Geschenk, so wie es sich Edward Steichen gewünscht hatte. In den Jahren von 1974 bis 1989 wurde die Ausstellung nur teilweise im Schloss von Clervaux ausgestellt. Durch den häufigen Transport und durch unsachgemäße Lagerung waren die Bilder beschädigt worden; sie mussten daher von 1989 bis 1991 in über 2000 Arbeitsstunden restauriert werden. Danach wurden sie nochmals in Toulouse (Januar 1993), Tokio (Ende 1993) und Hiroshima (Anfang 1994) gezeigt, seit dem 3. Juni 1994 sind sie permanent im Schloss Clervaux zu sehen. Die Installation der Ausstellung sollte dabei der ursprünglichen, im MoMA realisierten Gestaltung möglichst nahekommen.
The Family of Man wurde 2003 in das Memory of the World Register der UNESCO aufgenommen.
Die Ausstellung war wegen Renovierungsarbeiten von September 2010 bis zum 5. Juli 2013 geschlossen. Die Schließungszeit wurde auch genutzt, um jedes der Bilder zu restaurieren.

## Das humanistische Menschenbild der Ausstellung
Roland Barthes kritisierte 1956 aus Sicht des Dekonstruktivismus das humanistische Menschenbild der Ausstellung. Er beschrieb in Mythen des Alltags anhand dieser Ausstellung, wie der Mythos des „Adamismus“ und der conditio humana arbeite: „Der Mythos von der conditio humana stützt sich auf eine sehr alte Mystifikation, die seit jeher darin besteht, auf den Grund der Geschichte die Natur zu setzen.“
Schon 1958 wartete der deutsche Philosoph Max Horkheimer bei der Eröffnung der Ausstellung auf ihrer Zwischenstation in Frankfurt mit einer ganz anderen Deutung auf. Für ihn vermochte die Ausstellung durch die sinnliche Fülle und Ganzheit der Bilder die komplexe Vielfalt der Menschheitsfamilie darzustellen. Die Fotos zeichneten sich aus seiner Sicht durch einen kritischen Blick aus, der sich auf die Zuschauer überträgt: „Die einzelnen Stücke beanspruchen nicht so sehr ästhetische Werke zu sein, als Entdeckungen. Sie zeigen, was jeder sieht, ohne daß er seiner inne wird. Indem sie den Blick auf das bekannte Unbekannte hinlenken, bringen sie den Beschauer in ein neues, zarteres Verhältnis zu den Dingen. Wer einmal auf solche Weise sehen gelernt hat, dessen Sinne sind nicht mehr bloß auf Zwecke abgestellt, sie sind eigentümlich verändert und geschärft, er wird in Zukunft anders, eindringlicher und vielfältiger sehen, als bis dahin. Das hat die Ausstellung in der Tat mit wirklichen Künstlern gemein, daß sie der Wahrnehmung eine neue Richtung weist, die nicht mehr verlernt wird, wie wenig sich auch damit anfangen läßt.“
Auch Siegfried Kracauer sah 1960 ein emanzipatorisches Potenzial in der interkulturellen Ausrichtung der Ausstellung. Über Jahrzehnte hinweg blieb jedoch die ablehnende Haltung von Roland Barthes tonangebend. Susan Sontag hatte seine Kernformulierung wortwörtlich in ihrer Essaysammlung On Photography (1977) wiederholt. In den letzten beiden Jahrzehnten ist die Deutung Barthes’ zunehmend kritisiert und widerlegt worden. Barthes hatte in seiner Deutung die pazifistische Haltung Steichens, seine Kritik an Atomwaffen, seine fortschrittliche Deutung der Frauenrechtsfrage wie auch seinen Einsatz für Bürgerrechte unterschlagen. Die Barthes-Forscherin Jaqueline Guittard äußerte 2006 gar den Verdacht, dass Barthes, der keine einzige Fotografie besprach, die Ausstellung gar nicht besucht habe. Ariella Azoulay kritisierte 2013 die dominante Deutung Barthes dahingehend, dass er die Vielstimmigkeit der Installation nicht berücksichtige und die Aussage auf die Intention des Künstlers verkürze und damit seiner eigenen Theorie widerspreche. Der Band The Family of Man: Photography in a Global Age (2018), herausgegeben von Gerd Hurm, Anke Reitz und Shamoon Zamir, ermöglicht mit bisher unveröffentlichten Dokumenten und einer Vielfalt möglicher interpretatorischer Zugänge einen erneuten Dialog über diese epochale Ausstellung. Für Geoffrey Batchen ist Family of Man die zurzeit wichtigste Fotografieausstellung, deren Rezeptionsgeschichte noch einmal kritisch und präzise aufgearbeitet werden sollte, da durch die neuen Dokumente vieles von dem in Frage gestellt wird, was einmal als sichere Erkenntnis galt.

## Fotografen (Auswahl)
Steichens erklärtes Ziel war es, visuell auf die Universalität menschlicher Erfahrung und die Rolle der Fotografie in ihrer Dokumentation aufmerksam zu machen. Die Ausstellung brachte 503 Fotos aus 68 Ländern zusammen. Mit 163 amerikanischen und 70 europäischen Fotografen vertritt das Ensemble einen vorwiegend westlichen Standpunkt.
Dorothea Lange assistierte ihrem Freund Edward Steichen bei der Rekrutierung von Fotografen mit ihren FSA- und Life-Verbindungen, die wiederum das Projekt an ihre Kollegen weitergaben. 1953 startete sie Einen Aufruf an Fotografen auf der ganzen Welt:

„Zeige ‚Man to Man‘ auf der ganzen Welt. Hier hoffen wir, durch visuelle Bilder die Träume und Bestrebungen des Menschen, seine Stärke, seine Verzweiflung unter dem Bösen zu enthüllen. Wenn die Fotografie diese Dinge zum Leben erweckt, wird diese Ausstellung in einem Geist leidenschaftlichen und ergebenen Glaubens an den Menschen geschaffen. Nichts weniger werden wir erreichen.“

Der Brief listet im Folgenden Themen auf, welche die Fotos behandeln könnten, wobei diese Kategorien sich tatsächlich in der endgültigen Anordnung der Ausstellung wiederfinden. Langes Arbeiten sind in der Ausstellung zu sehen.
Steichen und sein Team stützten sich für die Fotografien, die in der letzten Ausstellung verwendet wurden, besonders auf Life-Archive. Diese machen mehr als 20 % der Gesamtzahl aus (111 von 503). Steichen suchte jedoch auch international in 11 europäischen Ländern nach geeigneten Bildern, darunter Frankreich, Schweiz, Österreich und Deutschland. Insgesamt erwarb Steichen 300 Bilder von europäischen Fotografen, viele davon aus der humanistischen Gruppe, die 1953 zum ersten Mal in der europäischen Nachkriegsfotografieausstellung im Museum of Modern Art gezeigt wurden. Die internationale Tournee der definitiven Ausstellung von 1955 wurde von der inzwischen aufgegebenen United States Information Agency gesponsert. Ihr Ziel war es, der Propaganda des Kalten Krieges entgegenzuwirken, indem sie ein besseres Bild der amerikanischen Politik und Werte zeichnete.
Eine Reihe von teilnehmenden Fotografen sind in der folgenden Liste enthalten:
| - Ansel Adams - Lola Álvarez Bravo - Manuel Álvarez Bravo - Erich Andres - Emmy Andriesse - Allen Arbus - Diane Arbus - Eve Arnold - Richard Avedon - Ruth-Marion Baruch - Lou Bernstein - Eva Besnyö - Werner Bischof - Edouard Boubat - Margaret Bourke-White - Mathew B. Brady - Bill Brandt - Brassaï - Josef Breitenbach - David Brooks - Ernst Brunner - Esther Bubley - Wynn Bullock - Harry Callahan - Robert Capa - Cornell Capa - Lewis Carroll - Henri Cartier-Bresson - Hermann Claasen - Edward Clark - Jerry Cooke - Gordon Coster |  | - Loomis Dean - Roy DeCarava - Jack Delano - Robert Doisneau - Nora Dumas - David Douglas Duncan - Alfred Eisenstaedt - Pat English - Elliott Erwitt - J. R. Eyerman - Louis Faurer - Andreas Feininger - Robert Frank - William A. Garnett - Burt Glinn - Allan Grant - René Groebli - Ernst Haas - Otto Hagel - Hiroshi Hamaya - Bert Hardy - Richard Harrington - Eugene Harris - Paul Himmel - Frank Horvat - Yasuhiro Ishimoto - Izis (Israëlis Bidermanas) - Raymond Jacobs - Nico Jesse - Henk Jonker - Clemens Kalischer - Simpson Kalisher - Consuelo Kanaga |  | - Ihei Kimura - Dorothea Lange - Harry Lapow - Lisa Larsen - Alma Lavenson - Arthur Lavine - Russell Lee - Nina Leen - Arthur Leipzig - Charles Leirens - Gita Lenz - Leon Levinstein - Helen Levitt - Sol Libsohn - Herbert List - Hans Malmberg - Jean Marquis - Leonard McCombe - Gjon Mili - Lee Miller - Wayne F. Miller - May Mirin - Lisette Model - Barbara Morgan - Ralph Morse - Carl Mydans - Lennart Nilsson - Pal-Nils Nilsson - Cas Oorthuys - Ruth Orkin - Homer Page - Marion Palfi - Gordon Parks - Rondal Partridge |  | - Irving Penn - Carl Perutz - John Phillips - Anna Riwkin - George Rodger - Willy Ronis - Charles Rotkin - Karl Sandels - August Sander - Gotthard Schuh - Hans Schreiner (Fotograf) - Éric Schwab - David Seymour (Chim) - Ben Shahn - George Silk - William Eugene Smith - Peter Stackpole - Edward Steichen - Ezra Stoller - Lou Stoumen - François Tuefferd - Jakob Tuggener - Doris Ulmann - Ed van der Elsken - Pierre Verger - Roman Vishniac - Todd Webb - Dan Weiner - Sabine Weiss - Edward Weston - Bob Willoughby - Garry Winogrand - Yosuke Yamahata |

Quelle:

## Verwendete Texte in der Ausstellung und im Buch
Die vergrößerten Bilder der verschiedenen Fotografen wurden ohne erklärende Bildunterschriften gezeigt und stattdessen mit Zitaten von James Joyce, Thomas Paine, Lillian Smith und William Shakespeare versehen, die von der Fotografin und Sozialaktivistin Dorothy Norman ausgewählt wurden. Carl Sandburg, Steichens Schwager, 1951 Preisträger des Pulitzer-Preises für Poesie und bekannt für seine Biographie von Abraham Lincoln, schrieb einen begleitenden poetischen Kommentar, der auch als Texttafeln in der gesamten Ausstellung gezeigt und in die Publikation miteinbezogen wurde. Folgende Zitate sind ein Auszug daraus:
“There is only one man in the world and his name is All Men. There is only one woman in the world and her name is All Women. There is only one child in the world and the child’s name is All Children.”
“People! flung wide and far, born into toil, struggle, blood and dreams, among lovers, eaters, drinkers, workers, loafers, fighters, players, gamblers. Here are ironworkers, bridge men, musicians, sandhogs, miners, builders of huts and skyscrapers, jungle hunters, landlords, and the landless, the loved and the unloved, the lonely and abandoned, the brutal and the compassionate — one big family hugging close to the ball of Earth for its life and being. Everywhere is love and love-making, weddings and babies from generation to generation keeping the Family of Man alive and continuing.”
“If the human face is ‚the masterpiece of God‘ it is here then in a thousand fateful registrations. Often the faces speak that words can never say. Some tell of eternity and others only the latest tattings. Child faces of blossom smiles or mouths of hunger are followed by homely faces of majesty carved and worn by love, prayer and hope, along with others light and carefree as thistledown in a late summer wing. Faces have land and sea on them, faces honest as the morning sun flooding a clean kitchen with light, faces crooked and lost and wondering where to go this afternoon or tomorrow morning. Faces in crowds, laughing and windblown leaf faces, profiles in an instant of agony, mouths in a dumbshow mockery lacking speech, faces of music in gay song or a twist of pain, a hate ready to kill, or calm and ready-for-death faces. Some of them are worth a long look now and deep contemplation later.”

## Katalog, Ausstellung

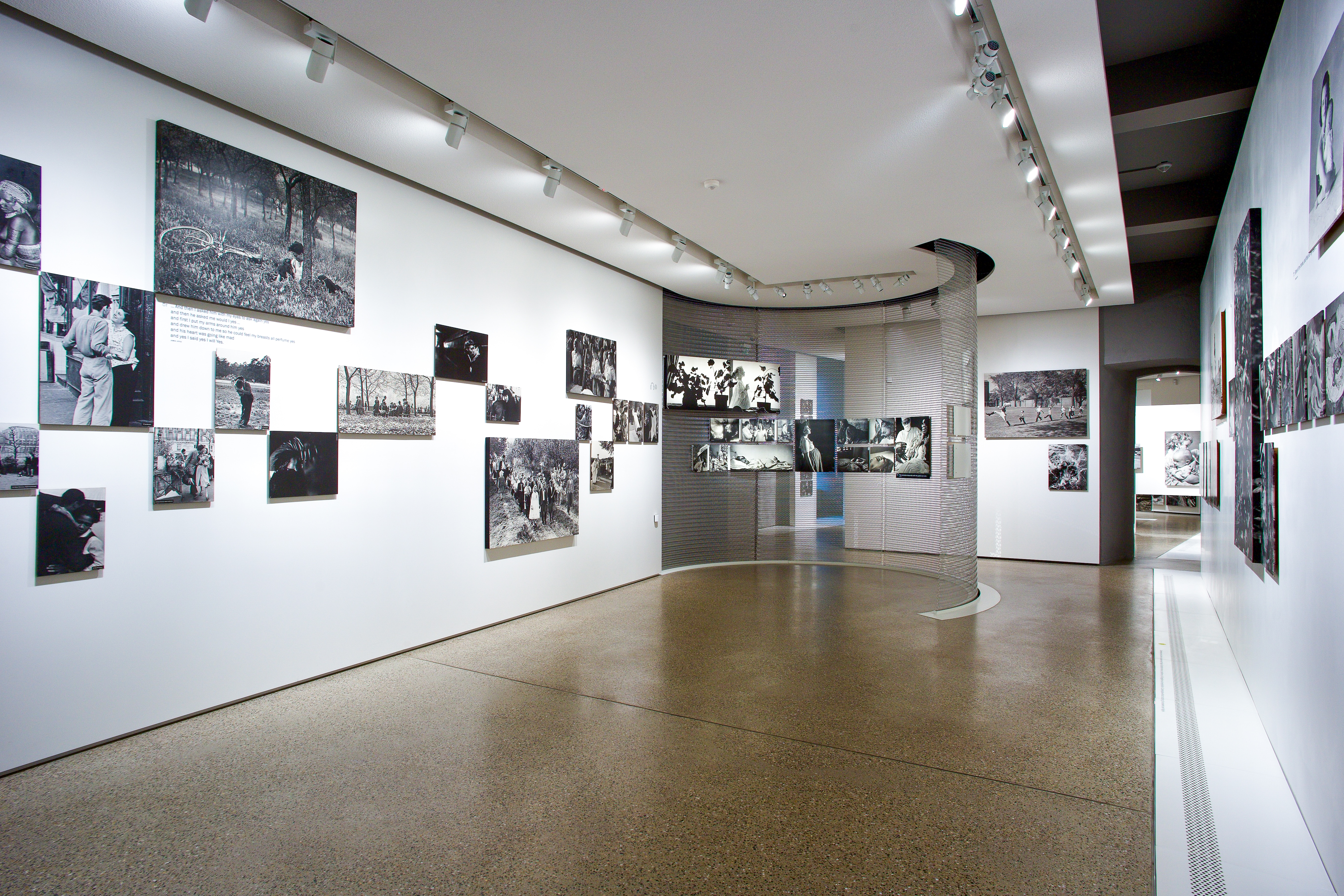
The Family of Man, Clervaux, 2013
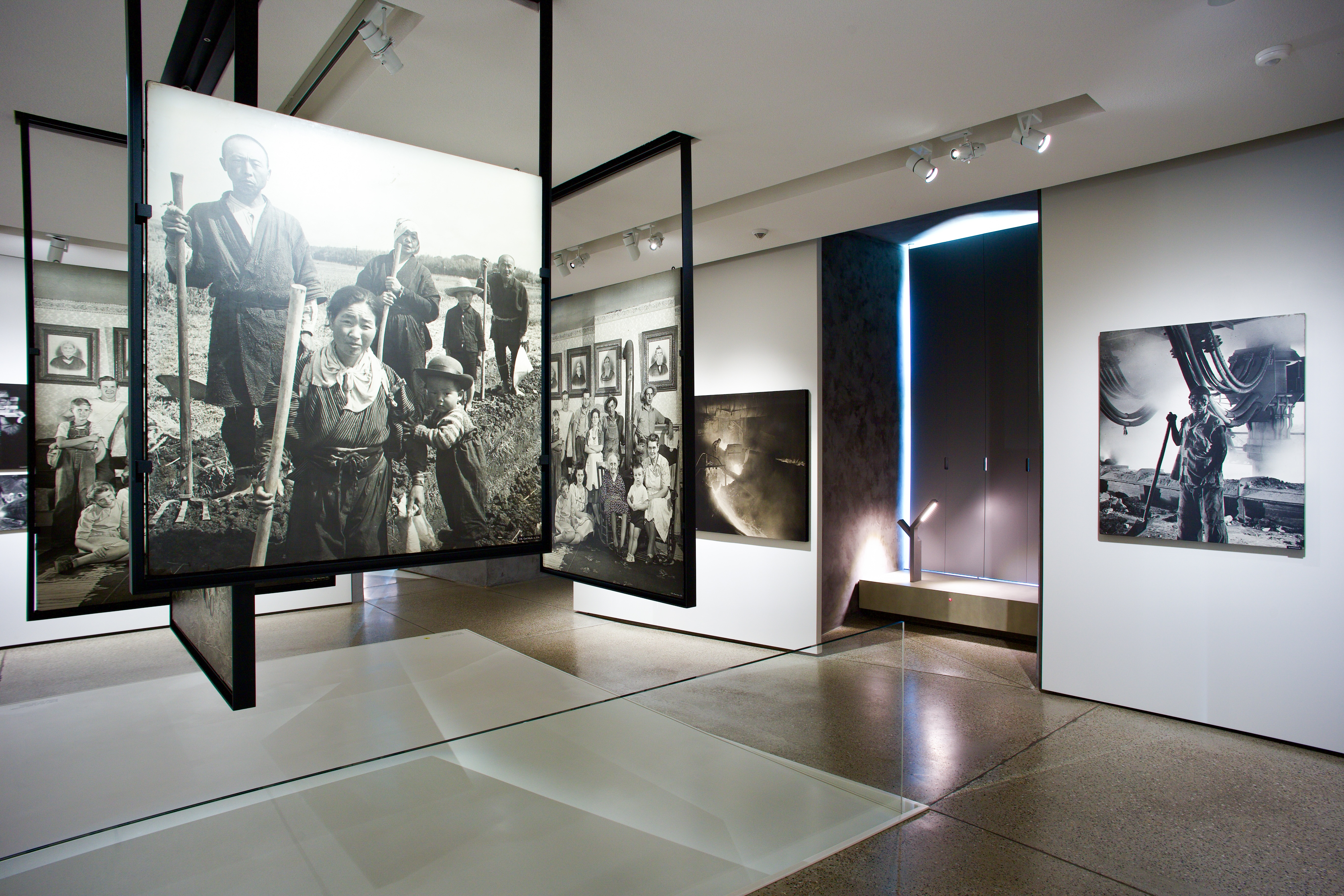
The Family of Man, Clervaux, 2013
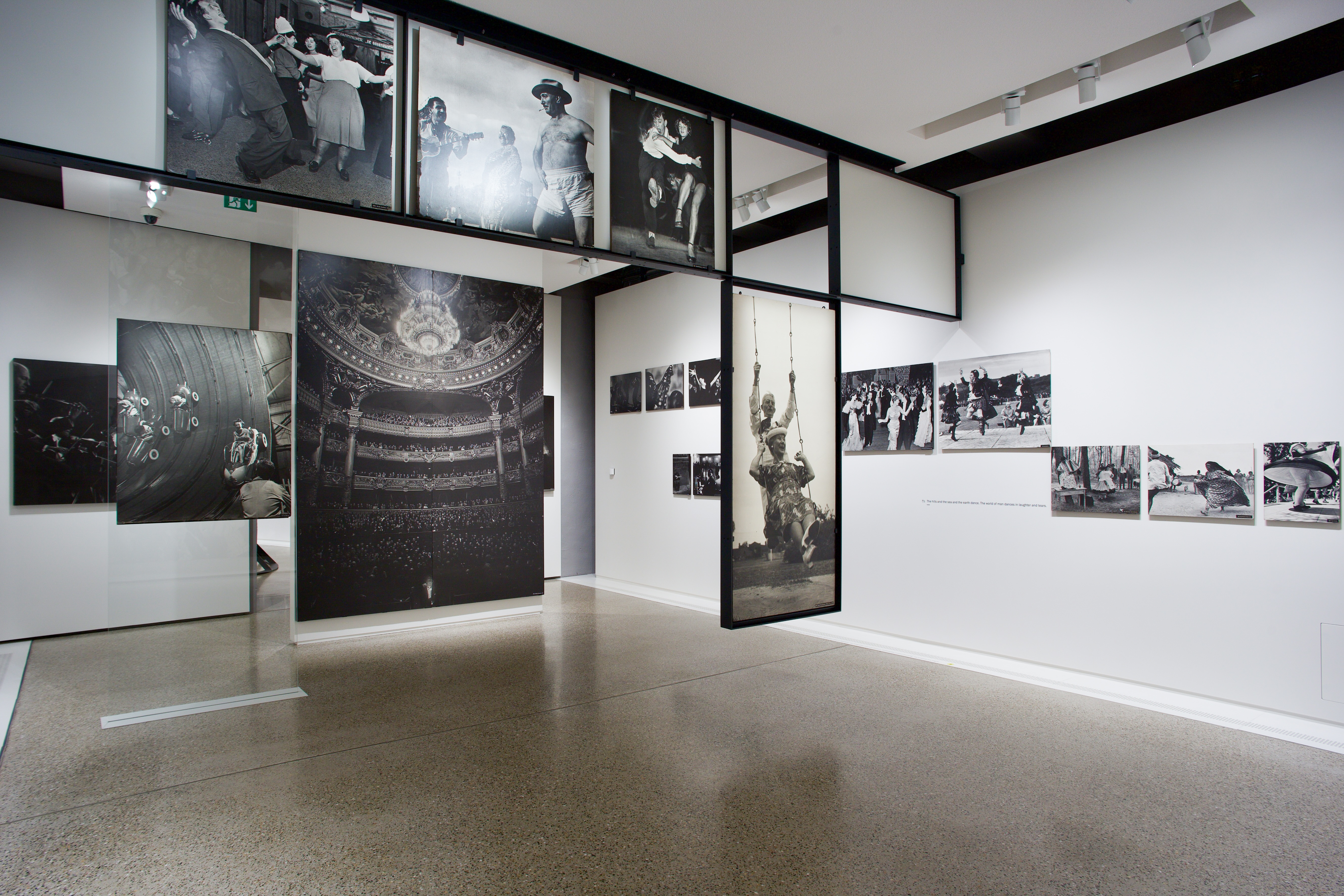
The Family of Man, Clervaux, 2013

## Katalog
- Jerry Mason (Ed.): The Family of Man. Prologue by Carl Sandburg. Museum of Modern Art, New York 1955
- (Die Mission der Vereinigten Staaten in Berlin): Wir Alle – The Family of Man. Prolog von Carl Sandburg, Geleitwort von Edward Steichen. Begleitheft zur Ausstellung in der Hochschule für Bildende Künste Berlin im Rahmen der Berliner Festwochen. Berlin o. J. (24 S.)